# Le Grand-Bornand
Le Grand-Bornand je naselje in občina v vzhodnem francoskem departmaju Haute-Savoie regije Rona-Alpe. Leta 2006 je naselje imelo 2.250 prebivalcev. 

## Geografija
Kraj leži v pokrajini Savoji ob reki Borne, 32 km vzhodno od središča departmaja Annecyja. Občina je sestavljena iz treh delov: dolin Bouchet in Chinaillon ter samega kraja, ki se nahaja na stičišču teh dveh dolin. Okoli njega se je razvilo turistično zimskošportno središče.

## Uprava
Občina Le Grand-Bornand se nahaja skupaj zobčinami La Balme-de-Thuy, Le Bouchet, Les Clefs, La Clusaz, Manigod, Serraval, Saint-Jean-de-Sixt, Thônes in Les Villards-sur-Thônes v kantonu Thônes, slednji je sestavni del okrožja Annecy.

## Zanimivosti
- Sredi kraja stoji cerkev Marijinega vnebovzetja iz leta 1346. Leta 1569 jo je delno uničil požar, zvonik je bil popolnoma obnovljen leta 1661, celotna cerkev pa v letu 1877.
- Le Grand-Bornand občasno gosti profesionalne kolesarje dirke po Franciji kot startno ali ciljno prizorišče gorskih etap (1995, 1999, 2004, 2007, 2009).
- Posebno mesto najdejo v zgodovini Le Grand-Bornanda Zimske olimpijske igre 2006 v Torinu. 22. februarja 2006 je Roddy Daragon v tekaškem šprintu dobil srebrno medaljo, naslednji dan pa je Sylvie Becaert v biatlonu (štafeta 4x6km) prinesla kraju še bronasto medaljo.